# Viktorie Sasko-Koburská
Viktorie, královská princezna (Victoria Adelaida Marie Luisa; 21. listopadu 1840, Buckinghamský palác, Londýn – 5. srpna 1901, Kronberg im Taunus), byla jako manželka německého císaře Fridricha III. německá císařovna a pruská královna. Byla nejstarším dítětem královny Viktorie Britské a prince Alberta Sasko-Kobursko-Gothajského a v roce 1841 se stala královskou princeznou (anglicky: Princess Royal). Jako nejstarší dítě královny Viktorie byla krátce její dědičkou, až do narození svého mladšího bratra a budoucího krále Eduarda VII. Byla matkou Viléma II., německého císaře.
Viktorie, vzdělaná svým otcem v politicky liberálním prostředí, se v 17 letech provdala za prince Fridricha Pruského, s nímž měla osm dětí. Sdílela s ním své liberální názory a naděje, že by se Prusko a pozdější Německá říše měly stát konstituční monarchií podle britského vzoru. Viktorie, kritizovaná za tento postoj a za svůj anglický původ, byla Hohenzollerny a berlínským dvorem ostrakizována. Tato izolace se prohloubila poté, co se v roce 1862 dostal k moci Otto von Bismarck, jeden z jejích největších politických odpůrců.
Viktorie byla císařovnou jen několik měsíců, během nichž měla možnost ovlivňovat politiku Německé říše. Fridrich III. zemřel v roce 1888 – 99 dní po svém nástupu na trůn – na rakovinu hrtanu a jeho nástupcem se stal jejich syn Vilém II., který měl mnohem konzervativnější názory než jeho rodiče. Po manželově smrti byla široce známá jako císařovna Fridrich (německy: Kaiserin Friedrich). Císařovna vdova se poté usadila v Kronbergu im Taunus, kde postavila Friedrichshof, zámek, pojmenovaný na počest jejího zesnulého manžela. Císařovna Fridrich, po svatbách svých mladších dcer stále více izolovaná, v srpnu 1901 zemřela na rakovinu prsu, necelých 7 měsíců po smrti své matky, královny Viktorie, v lednu 1901.
Korespondence mezi Viktorií a jejími rodiči se dochovala téměř celá: je zachováno a katalogizováno 3 777 dopisů královny Viktorie její nejstarší dceři a asi 4 000 dopisů císařovny její matce. Ty poskytují podrobný pohled na život na pruském dvoře v letech 1858 až 1900.

## Původ

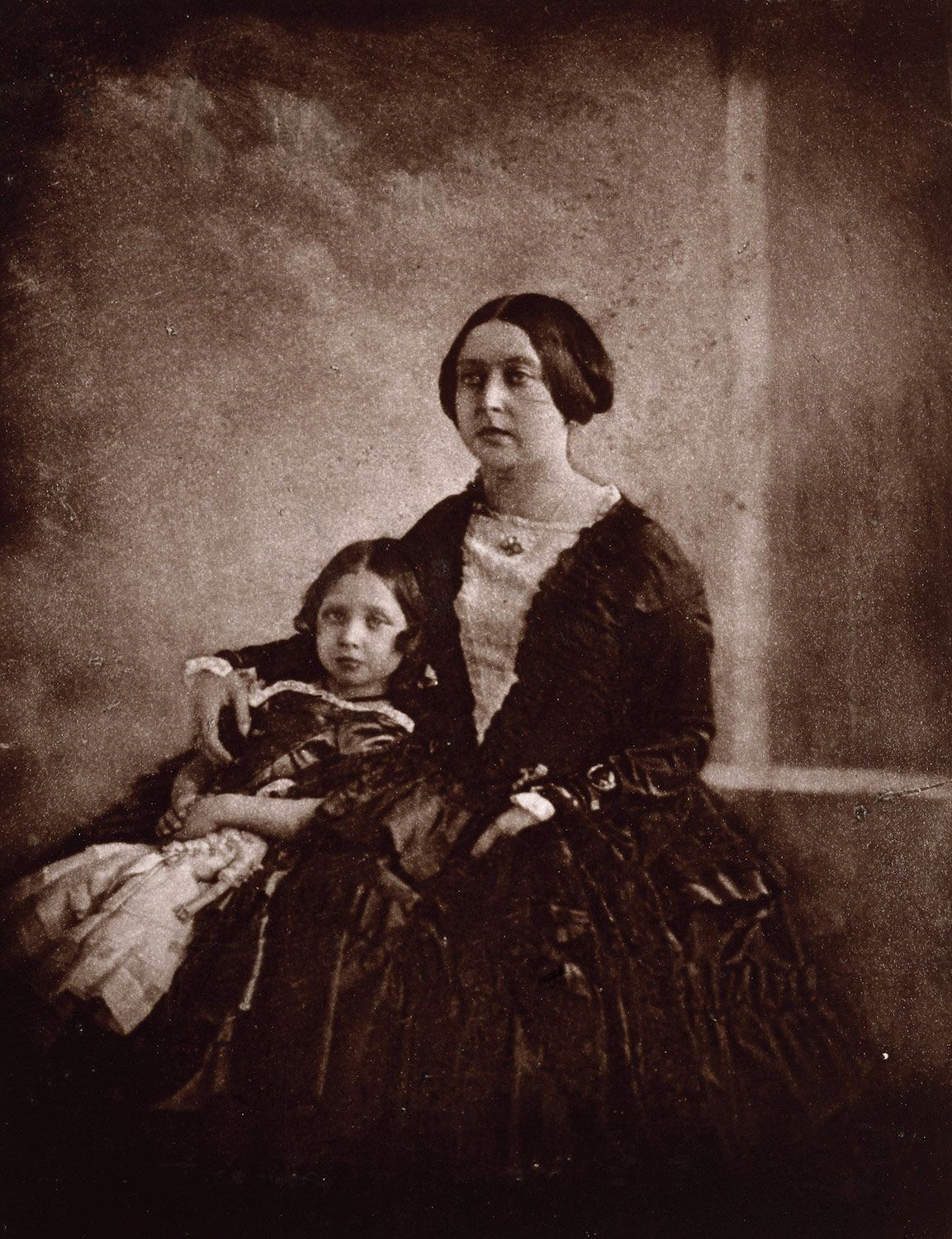
Viktorie se svou matkou královnou Viktorií

Princezna Viktorie se narodila 21. listopadu 1840 v Buckinghamském paláci v Londýně. Byla prvním dítětem královny Viktorie a jejího manžela, prince Alberta. Když se narodila, lékař smutně zvolal: „Ach, madam, je to holčička!“. Královna odpověděla: „Nevadí, příště to bude princ!“. Jako nejstarší královnině dceři jí byl udělen titul Princess Royal. Její rodina jí říkala jednoduše „Vicky“.
Jako dcera panovníka se Viktorie narodila jako britská princezna. Kromě toho byla od svého narození až do narození svého mladšího bratra prince Alberta Edwarda (pozdějšího krále Eduarda VII.) 9. listopadu 1841 předpokládanou dědičkou britského trůnu.
Byla pokřtěna 10. února 1841 (v den prvního výročí svatby jejích rodičů) v Buckinghamském paláci canterburským arcibiskupem Williamem Howleyem. Jejími kmotry byli Adelheid Sasko-Meiningenská (její prateta), Leopold I. Belgický (její prastrýc), Arnošt I. Sasko-Kobursko-Gothajský (její dědeček z otcovy strany), princ August Frederik, vévoda ze Sussexu (její prastrýc), princezna Marie, vévodkyně z Gloucesteru (její prateta) a princezna Viktorie Sasko-Kobursko-Saalfeldská (její babička z matčiny strany).

## Zasnoubení a svatba

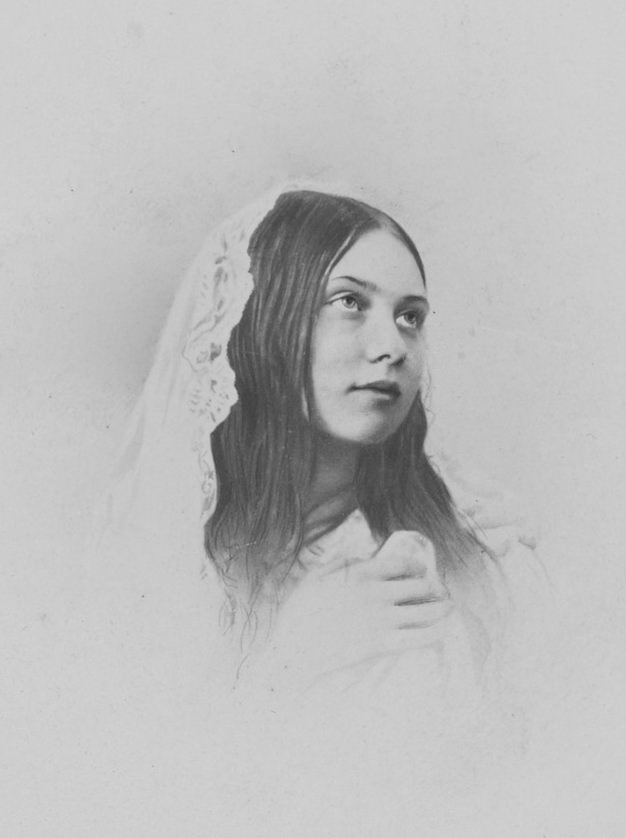
Princezna Viktorie, c. 1855

Roku 1851 pruský korunní princ Vilém se svou manželkou Augustou Sasko-Výmarskou a dvěma dětmi (Fridrichem a Louisou) navštívili Londýn u příležitosti Světové výstavy, která se konala v Křišťálovém paláci. Viktorie se zde poprvé setkala se svým budoucím manželem princem Fridrichem a navzdory věkovému rozdílu (jí bylo 11 let a jemu 19) si velmi dobře rozuměli. Aby královna Viktorie a princ Albert napomohli jejich vztahu, požádali svou dceru, aby Fridricha výstavou provedla, a princezna během návštěvy dokázala perfektně konverzovat německy, zatímco princ byl schopen říci jen několik slov anglicky. Setkání se tedy vydařilo a princ Fridrich po letech vzpomínal na pozitivní dojem, který na něj Viktorie během této návštěvy udělala svou směsicí nevinnosti, intelektuální zvídavosti a prostoty. Po návratu do Německa si Fridrich začal s Viktorií dopisovat.
V roce 1855 podnikl princ Fridrich další cestu do Velké Británie a navštívil Viktorii a její rodinu ve Skotsku na zámku Balmoral. Účelem jeho cesty bylo opětovné setkání s princeznou Viktorií, aby se ujistil, že pro něj bude vhodnou chotí. V Berlíně neměla tato cesta do Británie příliš pozitivní ohlas. Mnoho členů pruského dvora si totiž přálo, aby se syn následníka trůnu oženil s ruskou velkokněžnou. Král Fridrich Vilém IV, který povolil sňatek svého synovce s britskou princeznou, musel dokonce svůj souhlas tajit, protože jeho vlastní manželka dávala najevo silnou anglofobii.
V době Fridrichovy druhé návštěvy bylo Viktorii 15 let. Již po třech dnech strávených u královské rodiny požádal Fridrich Viktoriiny rodiče o svolení vzít si jejich dceru. Ti byli touto zprávou nadšeni, ale dali svůj souhlas pod podmínkou, že sňatek se neuskuteční před Viktoriinými sedmnáctými narozeninami. Po přijetí této podmínky bylo zasnoubení Viktorie a Fridricha veřejně oznámeno 17. května 1856.  Reakce anglické veřejnosti na zasnoubení princezny byly značně negativní. Anglická veřejnost si stěžovala na neutralitu Pruského království během krymské války v letech 1853-1856. Deník The Times charakterizoval Hohenzollerny jako „mizernou dynastii“, která vedla nedůslednou a nespolehlivou zahraniční politiku, přičemž udržení trůnu záviselo pouze na Rusku. V Německém spolku byly reakce na oznámení zasnoubení smíšené: někteří členové hohenzollernského rodu a konzervativci se postavili proti a liberální kruhy navrhované spojení s britskou korunou uvítaly.
Nejvíce kritiky vyvolala otázka, kde se má konat svatební obřad. Hohenzollernům se zdálo přirozené, že se sňatek budoucího pruského krále bude konat v Berlíně. Královna Viktorie však trvala na tom, že se její nejstarší dcera musí vdát ve své zemi, a nakonec zvítězila. Svatba Viktorie a Fridricha se konala 25. ledna 1858 v Královské kapli Svatojakubského paláce v Londýně. Nevěstě bylo 17 let a ženichovi 26.

## Pruská princezna
O něco více než rok po svatbě, 27. ledna 1859, Viktorie porodila své první dítě, budoucího německého císaře Viléma II. Porod byl velmi komplikovaný, nakonec se však lékařům podařilo matku i dítě zachránit. Dítě však utrpělo poškození na pletenci ramenním a byly mu poraněny nervy v paži.
Lékaři se snažili Viktorii i Fridricha uklidnit a ujistili je, že jejich dítě se ze zranění plně zotaví. V průběhu týdnů však bylo jasné, že se ruka dítěte neuzdraví. Jak Vilém rostl, ruka se mu nevyvíjela správně, což zapříčinilo, že v dospělosti měl levou ruku o patnáct centimetrů kratší než pravou.
Naštěstí pro princeznu proběhlo narození jejího druhého dítěte, princezny Šarloty, 24. července 1860 bez potíží.

## Pruská korunní princezna

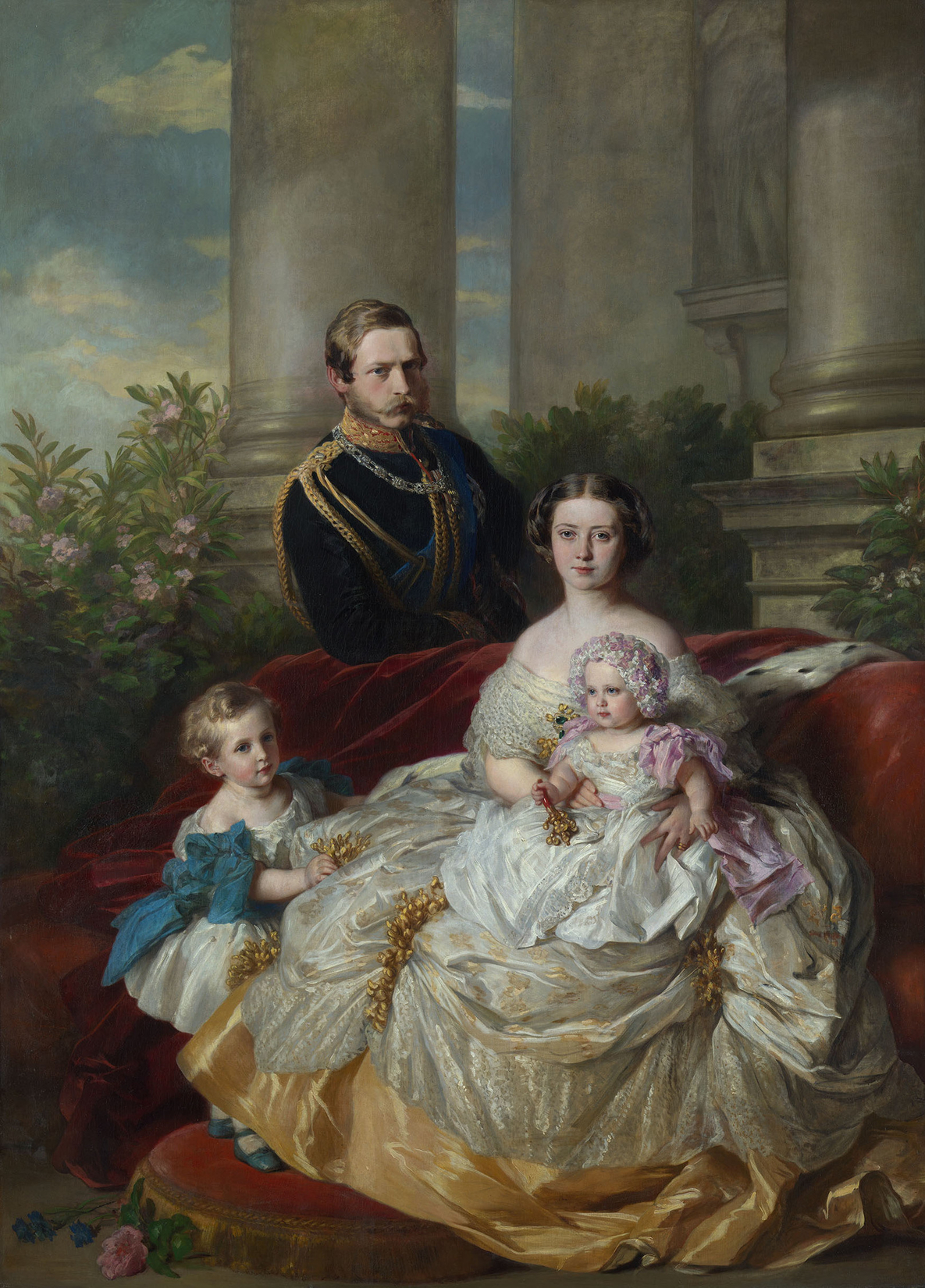
Pruský princ Fridrich s manželkou a dvěma staršími dětmi, princem Vilémem a princeznou Šarlotou. Portrét od Franze Xavera Winterhaltera, 1862

Po smrti krále Fridricha Viléma IV. 2. ledna 1861 nastoupil na trůn jeho bratr, který od roku 1858 vykonával funkci regenta, jako král Vilém I. Fridrich se stal novým pruským korunním princem a Viktorie korunní princeznou.
14. prosince 1861 princ Albert zemřel na tyfus. Vzhledem k velmi blízkému vztahu s otcem byla Viktorie touto zprávou zdrcena. Odjela s manželem do Anglie, aby se zúčastnila pohřbu. Krátce po této tragédii museli Fridrich a Viktorie, stále ještě ve smutku, čelit první velké krizi vlády Viléma I. Pruský parlament odmítl králi poskytnout peníze potřebné na jeho plán reorganizace armády. Vilém I. považoval reformu za prvořadou a 11. března 1862 se rozhodl rozpustit parlament, čímž oživil pruský ústavní konflikt. Dokonce zvažoval stanovení termínu odchodu z trůnu.
Viktorie se snažila svého manžela přesvědčit, aby otcovu abdikaci přijal, princ však se svou ženou nesouhlasil a podpořil svého otce. Pro Fridricha by abdikace panovníka po konfliktu se sněmem vytvořila nebezpečný precedens a oslabila by jeho nástupce. 
Vilém I. se nakonec rozhodl neabdikovat a 22. září jmenoval Otto von Bismarcka ministerským předsedou Pruska. Tento politik, vůdce konzervativní strany, byl ochoten vládnout bez parlamentní většiny a dokonce i bez schváleného rozpočtu. Král byl s touto situací spokojen, ale jeho manželka, liberální královna Augusta, a zejména jeho syn a snacha toto rozhodnutí ostře kritizovali. Bismarck však zůstal v čele pruské a následně i německé vlády až do roku 1890.
Během prusko-rakouské války utrpěli Viktorie a Fridrich těžkou ránu. Jejich čtvrté dítě, Zikmund, zemřelo na zánět mozkových blan ve věku 21 měsíců dne 18. června 1866. Tato tragédie korunní princeznu zdrtila a matka ani příbuzní jí neposkytli žádnou útěchu. Královna Viktorie, která stále truchlila nad ztrátou prince Alberta, pocity své dcery nechápala a domnívala se, že ztráta dítěte je mnohem méně závažná než ztráta manžela. 
Po Zikmundově smrti se královská rodina v letech 1866-1872 rozrostla o čtyři děti. Zatímco starší děti (Vilém, Šarlota a Jindřich) byly svěřeny do péče guvernantek, mladší (Zikmund, Viktorie, Waldemar, Sofie a Markéta) vychovávala Viktorie osobně, což bylo předmětem konfliktu s její matkou i tchyní.

## Německá korunní princezna

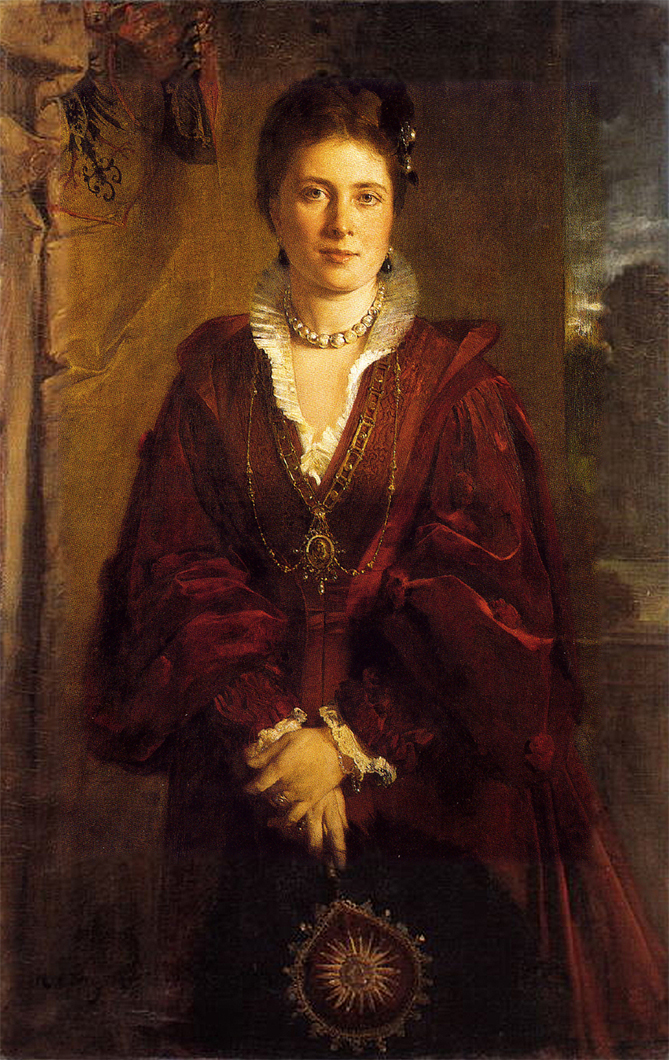
Portrét Heinricha von Angeliho, 1871

18. ledna 1871 (v den výročí nástupu hohenzollernské dynastie na královský trůn v roce 1701) prohlásila knížata Severoněmeckého spolku a knížata jižního Německa (Bavorska, Bádenska, Württemberska a Hesenska-Darmstadtu) v Zrcadlovém sále Versailleského paláce Viléma I. dědičným německým císařem. Poté symbolicky sjednotili své státy v rámci nového německého císařství. Fridrich a Viktorie se stali německým korunním princem a korunní princeznou a Otto von Bismarck byl jmenován říšským kancléřem. Následně byly katolické jihoněmecké státy, které byly předtím s Pruskem spojeny celní unií (Zollverein), oficiálně začleněny do sjednoceného Německa smlouvami z Versailles (26. února 1871) a Frankfurtu nad Mohanem (10. května 1871). 
Viktorie byla milovnicí umění, oceňovala malířství a věnovala se mu u Antona von Wernera a Heinricha von Angeliho. Podporovala také vzdělávání a byla členkou spolku založeného Wilhelmem Adolfem Lettem v roce 1866, jehož cílem bylo zlepšit vzdělání žen. Od roku 1877 Viktorie zakládala školy pro dívky („Victoriaschule für Mädchen“) vedené britskými učiteli, kromě toho také školy pro zdravotní sestry („Victoriahaus zur Krankenpflege“) podle anglického vzoru.
Zatímco její dva nejstarší synové dospívali postihla Viktorii další rána v podobě úmrtí jedenáctiletého syna Waldemara 27. března 1879 na záškrt. Aniž by se korunní princezna vzpamatovala ze smrti Zikmunda, ztráta dalšího dítěte ji velmi zasáhla, zvláště když zemřel na stejnou nemoc, která jen o několik měsíců dříve připravila o život její sestru Alici, velkovévodkyni hessenskou a porýnskou, a její neteř princeznu Marii. 
Viktoriini synové byli zdrojem velkých obav, kdežto její dcery způsobovaly problémy jen zřídka. Jedinou výjimkou byla Šarlota, nejstarší z princezen. Dívka s pomalým růstem a obtížnou výchovou měla v dětství pravidelné sklony k záchvatům vzteku. V dospívání se její zdraví stalo křehkým a kromě rozmarné povahy se u ní projevila i podrážděná povaha. Několik historiků hájí tezi, že Šarlota trpěla porfyrií stejně jako její předek z matčiny strany král Jiří III. Tím by se daly vysvětlit gastrointestinální problémy, migrény a nervové krize, které princeznu trápily.
Když její děti dospěly, začala pro ně Viktorie hledat nápadníky. V roce 1878 se Šarlota provdala za svého bratrance z otcovy strany Bernarda, Sasko-Meiningenského korunního prince, čímž nadchla berlínský dvůr. O tři roky později zahájila Viktorie jednání o sňatku Viléma se šlesvicko-holštýnskou princeznou Augustou Viktorií, což vyvolalo pobouření v konzervativních německých kruzích. Hohenzollernové považovali Augustu Viktorii za nehodnou sňatku s druhým následníkem německého trůnu, protože její rodina neměla dostatečné postavení. Po několikaměsíčním vyjednávání Viktorie dostala, co chtěla, ale brzy byla zklamaná, když viděla, že její snacha nemá tak liberální osobnost, jak očekávala.
Korunní princezna však neměla takové štěstí při plánování sňatku své dcery Viktorie. V roce 1881 se zamilovala do bulharského knížete Alexandra I. a její matka se snažila získat od císaře povolení k zásnubám. Přestože byl bulharský kníže panovníkem, narodil se z morganatického manželství, což ho stavělo do podřízeného postavení před hrdým rodem Hohenzollernů. Bismarck se  také obával, že sňatek německé princezny s nepřítelem ruského cara Alexandra III. by představoval ránu pro Spolek tří císařů, rakousko-německo-ruské spojenectví. Kancléř mezitím získal nesouhlas Viléma I. se svazkem, což Viktorii a Fridricha velmi znepokojilo. Tento nový konflikt mezi otcem a synem vedl k tomu, že císař při oficiálních ceremoniích a významných událostech nahradil korunního prince princem Vilémem.

## Německá císařovna a pruská královna
V roce 1887 se zdravotní stav devadesátiletého Viléma I. rapidně zhoršil, nemocný byl však i korunní princ Fridrich, který se dozvěděl, že má rakovinu hrtanu. 
9. března 1888 první německý císař Vilém zemřel. Na jeho místo pruského krále a německého císaře nastoupil jeho syn pod jménem Fridrich III a Viktorie se tak stala německou císařovnou a pruskou královnou.
Viktorie se snažila využít svého nového postavení k prosazení sňatku své dcery Viktorie s bulharským knížetem Alexandrem I. Vzhledem k obtížím, které tento projekt vyvolal, však své dceři doporučila, aby se sňatku vzdala.
Fridrich III. zemřel 15. června 1888 kolem 11:00. Po oznámení císařovy smrti nařídil jeho syn a nástupce Vilém II. obsadit císařskou rezidenci vojáky. Komnaty Fridricha a Viktorie byly pečlivě prověřeny, zda v nich nejsou usvědčující dokumenty. Prohlídka však byla neúspěšná, protože veškerá korespondence manželů byla v předchozím roce odvezena na hrad Windsor. O několik let později Vilém II. prohlásil, že účelem tohoto pátrání bylo nalezení státních dokumentů. V současnosti se však mnozí historici domnívají, že císaři šlo o získání dokumentů, které by mohly ohrozit jeho pověst.
Pohřeb Fridricha III. se konal krátce poté v Postupimi.

## Císařovna vdova

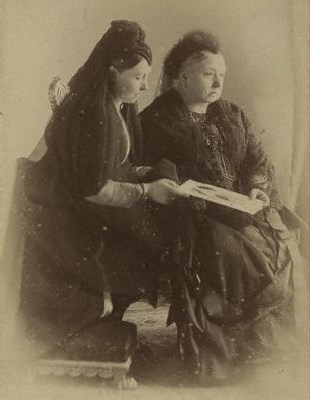
Viktorie jako císařovna vdova se svou matkou královnou Viktorií, 1888

Po ovdovění musela císařovna vdova opustit Nový palác v Postupimi, protože její syn se zde chtěl usadit. Protože se nemohla usadit v Sanssouci, získala majetek v Kronbergu im Taunus v nasavském vévodství Tam si nechala postavit zámek, který byl na počest jejího manžela pojmenován Friedrichshof. V rozporu s přáním císaře, který dával přednost tomu, aby jeho matka opustila Německo natrvalo, si císařovna vdova vytvořila vlastní dvůr a udržovala úzké vztahy s liberálními kruhy.
V říjnu 1889 se princezna Sofie, předposlední dcera císařovny vdovy, provdala za budoucího řeckého krále Konstantina I. a opustila sídlo své matky. Následujícího roku se princezna Viktorie, poté co se rozplynuly její naděje na sňatek s bulharským panovníkem, nakonec provdala za prince Adolfa ze Schaumburg-Lippe. Nakonec se v roce 1893 princezna Markéta provdala za prince Fridricha Karla Hesenského, který byl v roce 1918 zvolen na trůn Finského království, což však nakonec s manželkou odmítli. 
Koncem roku 1898 lékaři císařovně vdově diagnostikovali neoperovatelnou rakovinu prsu, což ji donutilo k dlouhému pobytu na lůžku. Na podzim roku 1900 se jí rakovina rozšířila i do páteře.
Císařovna vdova zemřela ve Friedrichshofu 5. srpna 1901, necelých sedm měsíců po smrti své matky britské královny Viktorie.
Byla pohřbena vedle svého manžela v královském mauzoleu ve Friedenskirche v Postupimi 13. srpna 1901. Ve stejném mauzoleu jsou pohřbeni i její dva synové, kteří zemřeli v dětském věku, Zikmund a Waldemar.

## Potomci
- Vilém (27. ledna 1859 – 4. června 1941), poslední německý císař a pruský král v letech 1888–1918,
⚭ 1881 Augusta Viktorie Šlesvicko-Holštýnská (22. října 1858 – 11. dubna 1921)
⚭ 1922 Hermína Reusská (17. prosince 1887 – 7. srpna 1947)
- Šarlota (24. července 1860 – 1. listopadu 1919), ⚭ 1878 Bernard III. Sasko-Meiningenský (1. dubna 1851 – 16. ledna 1928), poslední vévoda sasko-meiningenský
- Jindřich (14. srpna 1862 – 20. dubna 1929), ⚭ 1888 Irena Hesensko-Darmstadtská (11. června 1866 – 11. listopadu 1953)
- Zikmund (15. září 1864 – 18. června 1866)
- Viktorie (12. dubna 1866 – 13. listopadu 1929),
⚭ 1890 Adolf ze Schaumburg-Lippe (20. července 1859 – 9. července 1916)
⚭ 1927 Alexandr Anatoljevič Zubkov (25. září 1901 – 28. ledna 1936)
- Valdemar (10. února 1868 – 27. března 1879)
- Sofie (14. června 1870 – 13. ledna 1932), ⚭ 1889 Konstantin I. (2. srpna 1868 – 11. ledna 1923), řecký král v letech 1913–1917 a 1920–1922
- Markéta (22. dubna 1872 – 22. ledna 1954), ⚭ 1893 Fridrich Karel Hesenský (1. května 1868 – 28. května 1940), fínský král (říjen až prosinec 1918)

## Tituly

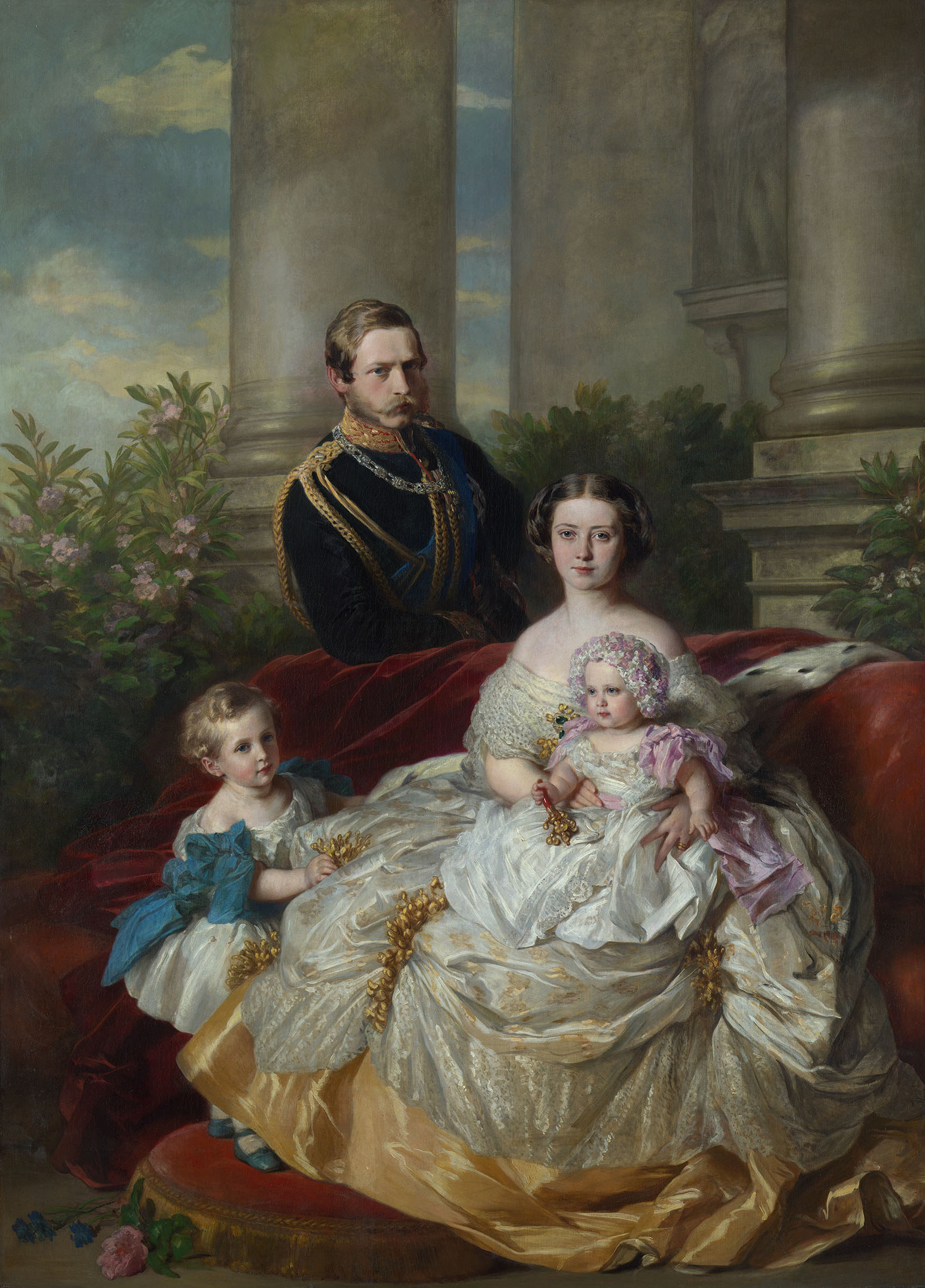
Viktorie s manželem a dětmi. Malba od Franze Xavera Winterhaltera, 1862

- 21. listopad 1840 – 19. leden 1841: Její královská výsost, princezna Viktorie
- 19. leden 1841 – 25. leden 1858: Její královská výsost, The Princess Royal
- 25. leden 1858 – 16. leden 1861: Její královská výsost, pruská princezna
- 16. leden 1861 – 18. leden 1871: Její královská výsost, pruská korunní princezna
- 18. leden 1871 – 9. březen 1888: Její císařská a královská výsost, německá a pruská korunní princezna
- 9. březen 1888 – 15. červen 1888: Její císařské a královské veličenstvo, německá císařovna a pruská královna
- 15. červen 1888 – 5. srpen 1901: Její Veličenstvo císařovna Victoria, německá císařovna a královna Pruska

## Vývod z předků
|                         |                                      |  |                             |                                              |  |  |  |  |  |  |  | Arnošt Fridrich Sasko-Kobursko-Saalfeldský |
|                         |                                      |  |                             |                                              |  |  |  |  |  |  |  |                                            |
|                         | František Sasko-Kobursko-Saalfeldský |  |                             |                                              |  |  |  |  |  |  |  |                                            |
|                         |                                      |  |                             |                                              |  |  |  |  |  |  |  |                                            |
|                         |                                      |  |                             | Žofie Antonie Brunšvicko-Wolfenbüttelská     |  |  |  |  |  |  |  |                                            |
|                         |                                      |  |                             |                                              |  |  |  |  |  |  |  |                                            |
|                         | Arnošt I. Sasko-Kobursko-Gothajský   |  |                             |                                              |  |  |  |  |  |  |  |                                            |
|                         |                                      |  |                             |                                              |  |  |  |  |  |  |  |                                            |
|                         |                                      |  |                             | Jindřich XXIV. Reuss-Ebersdorf               |  |  |  |  |  |  |  |                                            |
|                         |                                      |  |                             |                                              |  |  |  |  |  |  |  |                                            |
|                         | Augusta Reuss Ebersdorf              |  |                             |                                              |  |  |  |  |  |  |  |                                            |
|                         |                                      |  |                             |                                              |  |  |  |  |  |  |  |                                            |
|                         |                                      |  |                             | Karolina Ernestina Erbašsko-Schönberská      |  |  |  |  |  |  |  |                                            |
|                         |                                      |  |                             |                                              |  |  |  |  |  |  |  |                                            |
|                         | Albert Sasko-Kobursko-Gothajský      |  |                             |                                              |  |  |  |  |  |  |  |                                            |
|                         |                                      |  |                             |                                              |  |  |  |  |  |  |  |                                            |
|                         |                                      |  |                             | Arnošt II. Sasko-Gothajsko-Altenburský       |  |  |  |  |  |  |  |                                            |
|                         |                                      |  |                             |                                              |  |  |  |  |  |  |  |                                            |
|                         | Augustus Sasko-Gothajsko-Altenburský |  |                             |                                              |  |  |  |  |  |  |  |                                            |
|                         |                                      |  |                             |                                              |  |  |  |  |  |  |  |                                            |
|                         |                                      |  |                             | Šarlota Sasko-Meiningenská                   |  |  |  |  |  |  |  |                                            |
|                         |                                      |  |                             |                                              |  |  |  |  |  |  |  |                                            |
|                         | Luisa Sasko-Gothajsko-Altenburská    |  |                             |                                              |  |  |  |  |  |  |  |                                            |
|                         |                                      |  |                             |                                              |  |  |  |  |  |  |  |                                            |
|                         |                                      |  |                             | Fridrich František I. Meklenbursko-Zvěřínský |  |  |  |  |  |  |  |                                            |
|                         |                                      |  |                             |                                              |  |  |  |  |  |  |  |                                            |
|                         | Luisa Šarlota Meklenbursko-Zvěřínská |  |                             |                                              |  |  |  |  |  |  |  |                                            |
|                         |                                      |  |                             |                                              |  |  |  |  |  |  |  |                                            |
|                         |                                      |  |                             | Luisa Sasko-Gothajsko-Altenburská            |  |  |  |  |  |  |  |                                            |
|                         |                                      |  |                             |                                              |  |  |  |  |  |  |  |                                            |
| Viktorie Sasko-Koburská |                                      |  |                             |                                              |  |  |  |  |  |  |  |                                            |
|                         |                                      |  |                             |                                              |  |  |  |  |  |  |  |                                            |
|                         |                                      |  | Frederik Ludvík Hannoverský |                                              |  |  |  |  |  |  |  |                                            |
|                         |                                      |  |                             |                                              |  |  |  |  |  |  |  |                                            |
|                         | Jiří III.                            |  |                             |                                              |  |  |  |  |  |  |  |                                            |
|                         |                                      |  |                             |                                              |  |  |  |  |  |  |  |                                            |
|                         |                                      |  |                             | Augusta Sasko-Gothajská                      |  |  |  |  |  |  |  |                                            |
|                         |                                      |  |                             |                                              |  |  |  |  |  |  |  |                                            |
|                         | Eduard August Hannoverský            |  |                             |                                              |  |  |  |  |  |  |  |                                            |
|                         |                                      |  |                             |                                              |  |  |  |  |  |  |  |                                            |
|                         |                                      |  |                             | Karel Ludvík Fridrich Meklenbursko-Střelický |  |  |  |  |  |  |  |                                            |
|                         |                                      |  |                             |                                              |  |  |  |  |  |  |  |                                            |
|                         | Šarlota Meklenbursko-Střelická       |  |                             |                                              |  |  |  |  |  |  |  |                                            |
|                         |                                      |  |                             |                                              |  |  |  |  |  |  |  |                                            |
|                         |                                      |  |                             | Alžběta Sasko-Hildburghausenská              |  |  |  |  |  |  |  |                                            |
|                         |                                      |  |                             |                                              |  |  |  |  |  |  |  |                                            |
|                         | královna Viktorie                    |  |                             |                                              |  |  |  |  |  |  |  |                                            |
|                         |                                      |  |                             |                                              |  |  |  |  |  |  |  |                                            |
|                         |                                      |  |                             | Arnošt Fridrich Sasko-Kobursko-Saalfeldský   |  |  |  |  |  |  |  |                                            |
|                         |                                      |  |                             |                                              |  |  |  |  |  |  |  |                                            |
|                         | František Sasko-Kobursko-Saalfeldský |  |                             |                                              |  |  |  |  |  |  |  |                                            |
|                         |                                      |  |                             |                                              |  |  |  |  |  |  |  |                                            |
|                         |                                      |  |                             | Žofie Antonie Brunšvicko-Wolfenbüttelská     |  |  |  |  |  |  |  |                                            |
|                         |                                      |  |                             |                                              |  |  |  |  |  |  |  |                                            |
|                         | Viktorie Sasko-Kobursko-Saalfeldská  |  |                             |                                              |  |  |  |  |  |  |  |                                            |
|                         |                                      |  |                             |                                              |  |  |  |  |  |  |  |                                            |
|                         |                                      |  |                             | Jindřich XXIV. Reuss-Ebersdorf               |  |  |  |  |  |  |  |                                            |
|                         |                                      |  |                             |                                              |  |  |  |  |  |  |  |                                            |
|                         | Augusta Reuss Ebersdorf              |  |                             |                                              |  |  |  |  |  |  |  |                                            |
|                         |                                      |  |                             |                                              |  |  |  |  |  |  |  |                                            |
|                         |                                      |  |                             | Karolina Ernestina Erbašsko-Schönberská      |  |  |  |  |  |  |  |                                            |
|                         |                                      |  |                             |                                              |  |  |  |  |  |  |  |                                            |